# Radio Olé Tropical
Radio Olé  es una radiofórmula musical española propiedad de Unión Radio que emite exclusivamente música latinoamericana en español, principalmente de los géneres salsa y merengue.
En Madrid utiliza el 92.4 FM. La mayoría de las emisoras se concentran en Canarias, aunque en los últimos años se ha reducido notablemente el número de emisoras locales, que han sido reasignadas a otras marcas de Unión Radio.

## Frecuencias de Radio Olé Tropical

### FM

#### Andalucía
- Córdoba: 102.1 FM
- Granada: 100.4 FM
- Lepe: 89.2 FM
- Linares: 89.3 FM
- Málaga: 93.8 FM
- Martos: 94.7 FM
- Morón de la Frontera: 100.0 FM
- Osuna: 97.7 FM
- Sanlúcar de Barrameda: 88.9 FM
- Sevilla: 101.5 FM
- Vejer de la Frontera: 106.0 FM

#### Aragón
- Zaragoza: 103.2 FM

#### Castilla-La Mancha
- Puertollano: 105.8 FM
- Socuellamos: 97.8 FM
- Torrijos: 88.5 FM

#### Cataluña
- Barcelona: 96.0 FM
- Tarragona: 96.2 FM

#### Comunidad de Madrid
- Madrid: 92.4 FM

#### Extremadura
- Miajadas: 90.8 FM
- Villafranca de los Barros: 89.3 FM

### AM

#### Ceuta
- Ceuta: 1584 AM